# Марсия дел Рио
Марсия дел Рио (на испански: Marcia del Río) е мексиканска писателка, сценаристка и драматург с кубински произход. Реализира кариерата си в мексиканската компания Телевиса, където е главен сценарист на теленовелите, продуцирани от Хуан Осорио.

## Биография
Марсия дел Рио е родена на 20 декември 1934 г. в Сантяго де Куба. Започва работа като писател и сценарист в родния си град, като на 18-годишна възраст Дел Рио напуска родината си с желанието да продължи писателската си кариера. Така емигрира от Хавана във Венецуела, където за период от 2-3 години участва в телевизията и радиото, като основно е сценарист. По-късно се установява в Мексико, където през 1962 г. започва работа в Телесистема мехикано (дн. Телевиса). Леля е на актьорите Алехандра Прокуна и Марио Саусет.
Марсия дел Рио умира на 14 септември 2021 г. на 86-годишна възраст.

## Творчество

### Оригинални истории
- Lo imperdonable (1963)
- Mi nombre es Imelda Miller... Soy Alcoholica (1982)

### Адаптации
- Моето сърце е твое (2014) с Алехандро Поленс и Пабло Ферер Гарсия-Травеси, оригинал от Ана Обрегон
- Защото любовта командва (2012/13) с Алехандро Поленс и Рикардо Техеда, оригинал от Йорг Илер, Клаудия Санчес и Каталина Кой
- Първа и трета част на Семейство с късмет (2011/12) с Алехандро Поленс и Мария Антониета „Калу“ Гутиерес, оригинал от Адриана Лоренсон и Марио Шахрис
- Буря в Рая (2007/08) оригинал от Каридад Браво Адамс
- Битка на страсти (2006) оригинал от Илда Моралес де Айоис
- Втора част на Булчински воал (2003) оригинал от Каридад Браво Адамс
- Саломе (2001/02) оригинал от Артуро Моя Грау
- Есперанса (1999) оригинал от Каридад Браво Адамс
- Живея заради Елена (1998) оригинал от Делия Фиайо
- Пламенна ненавист (1998) с Лусеро Суарес, оригинал от Илда Моралес де Айоис
- Първа част на Марисол (1996) с Валерия Филипс, оригинал от Инес Родена
- Не вярвам на мъжете (1991) оригинал от Каридад Браво Адамс
- Бедна младост (1986/87) с Карлос Ромеро и Валерия Филипс, оригинал от Феликс Б. Кайгнет

### Коадаптации
- Върховно изпитание (1986) с Валерия Филипс, написана от Карлос Ромеро

### Литературни редакции
- Ничия любов (1990/91) написана от Ерик Вон
- Когато дойде любовта (1989/90) написана от Рене Муньос
- Любов в мълчание (1988) написана от Лиляна Абуд и Ерик Вон
- Петнадесетгодишна (1987/88) написана от Рене Муньос и Едмундо Баес

### Литературен консултант
- Мечта за любов (2016) написана от Алехандро Поленс и Пабло Ферер Гарсия-Травеси

## Награди и номинации
Награди TVyNovelas 2015
| Категория                        | Теленовела         | Резултат   |
| -------------------------------- | ------------------ | ---------- |
| Най-добър сценарий или адаптация | Моето сърце е твое | Номинирана |